# ジャスティン・タール
ジャスティン・タール（Justin Tarr 1940年4月14日 - 2012年7月26日）は、アメリカ合衆国の俳優。1966年-1968年に米国ABC放送から2シーズンが放映された、戦争アクションテレビドラマ『ラット・パトロール』のタリー・ペティグルー二等兵役で知られている。

## 来歴
1940年4月14日、テキサス州ポッター郡アマリロでジョン・ドイル・バーンズ（1909 - 1963）とアリス・メアリー ・クリンケ・バーンズ（1912 - 1976）との間に生まれる。二番目に生まれた長男で、ハワード・ケネスと名付けられた。3人姉弟妹(きょうだい)であり、上に姉のニヴァ（Niva Nolan(ニヴァ・ノーラン)）と下に妹のシェリー（Shelley Brewer(シェリー・ブルワー)）がいる。
彼が9歳のとき、家族はコロラド州ブラックフォレスト郡近くの牛牧場に引っ越した。コロラドスプリングス市のセントメアリーズ高校へ通っている間、彼はトップアスリートとなり、やり投、円盤投、サッカー、ボクシング、重量挙げを得意とした。1963年に父親が亡くなったとき、「ジェームズ・ディーン・ウィーク」誌の影響でディーンに夢中になっていた彼は演技の道へ進むことを考えていた。また彼はディーンがニューヨークのアメリカ演劇アカデミーで学んだことを知り、同じアカデミーへ進むことに決めた。家族の反対を顧みず、自分のホットロッド（クラシックカーをベースにしたカスタム車）を手放し、単身ニューヨークへと渡る。
彼はアメリカ演劇アカデミーに受け入れられ、後に奨学金も与えられた。そして卒業後1年も経たないうちに俳優として活躍することになり、ジャスティン・タールの芸名で、1966年から1968年までタリー・ペティグルー二等兵役としてテレビシリーズ『ラット・パトロール』の54エピソードへ出演する。
その後は数本のテレビドラマや映画へ出演したが、1990年頃には俳優業を引退。
2012年7月26日、ハワイ州ホノルル郡で死去。

## 主な出演作品

### 映画
- 要塞攻略戦 Massacre Harbor（1968）
- ブリット Bullitt（1968）
- 対決 Showdown（1973）クレジットなし

### テレビドラマ
- ラット・パトロール(砂漠鬼部隊) The Rat Patrol (1966 - 1968)
- ハワイ5-0 第10シーズン Hawaii Five-O（1977）日本未放映 ※
- Flying High (TV series)（1978）日本未放映 ※
- アッチカ刑務所大暴動／真夏を血に染める衝撃の日々 Attica（1980）テレビ映画 日本未放映・ヴィデオ発売 ※
- ミッドナイト・コーラー 第2シーズン Midnight Caller（1990）日本未放映 ※

※ジャスティン・ター(Justin Tar)名義

## その他
- 『ラット・パトロール』のメンバーは基本的に全58エピソード全てに出演しているのだが、第2シーズンの後半いくつかのエピソードでタリー・ペティグルー二等兵役のジャスティン・タールは一時的にレギュラーから外れており、彼のみ54エピソードの出演だった。劇中では『タリーの奴、こんな時に撃たれやがって！』等、メンバーがタリーではない理由をセリフで説明するときもあったが、実際本当の理由は明かされていない。タリーの不在を補うのは3人の異なるキャラクターで、交代で臨時のメンバーを演じた。

第50話 戦火の中の再会　　　　　アンディ (Mac McLaughlin)
第53話 地雷を抱く男　　　　　　ピーターソン (Darwin Joston)
第54話 レジスタンスの若者たち　アンディ (Mac McLaughlin)
第56話 マイクロフィルムを探せ　ボー・ランドール (Bo Hopkins)
- 70年代以降のテレビドラマでは、『Tarr』の『r』を一つ取った『Justin Tar(ジャスティン・ター)』名義で出演している。
- 子供たちはそれぞれ結婚しており、孫が8人いる。